# East Point (Georgia)
East Point ist eine Stadt im Fulton County im US-Bundesstaat Georgia. Das U.S. Census Bureau ermittelte bei der Volkszählung 2020 eine Einwohnerzahl von 38.358.

## Geographie
East Point grenzt im Norden und Nordosten direkt an Atlanta, im Südosten an Hapeville und im Süden an College Park.

## Geschichte
Der Name East Point bezieht sich auf die Tatsache, dass der Ort der östliche Endpunkt der damaligen Bahnstrecke der Atlanta & West Point Railroad war. Bei der Gründung der Siedlung 1870 wohnten hier 16 Familien. Der Ort wurde 1887 zur City of East Point ernannt.

## Demographische Daten
Laut der Volkszählung von 2010 verteilten sich die damaligen 33.712 Einwohner auf 13.333 bewohnte Haushalte, was einen Schnitt von 2,50 Personen pro Haushalt ergibt. Insgesamt bestehen 17.225 Haushalte. 
58,0 % der Haushalte waren Familienhaushalte (bestehend aus verheirateten Paaren mit oder ohne Nachkommen bzw. einem Elternteil mit Nachkomme) mit einer durchschnittlichen Größe von 3,25 Personen. In 33,3 % aller Haushalte lebten Kinder unter 18 Jahren sowie in 17,6 % aller Haushalte Personen mit mindestens 65 Jahren.
28,8 % der Bevölkerung waren jünger als 20 Jahre, 31,4 % waren 20 bis 39 Jahre alt, 26,2 % waren 40 bis 59 Jahre alt und 13,6 % waren mindestens 60 Jahre alt. Das mittlere Alter betrug 33 Jahre. 47,4 % der Bevölkerung waren männlich und 52,6 % weiblich.
16,1 % der Bevölkerung bezeichneten sich als Weiße, 74,6 % als Afroamerikaner, 0,4 % als Indianer und 0,8 % als Asian Americans. 6,0 % gaben die Angehörigkeit zu einer anderen Ethnie und 2,0 % zu mehreren Ethnien an. 11,5 % der Bevölkerung bestand aus Hispanics oder Latinos.
Das durchschnittliche Jahreseinkommen pro Haushalt lag bei 36.863 USD, dabei lebten 28,0 % der Bevölkerung unter der Armutsgrenze.

## Verkehr
East Point wird von den Interstates 85 und 285, vom U.S. Highway 29 sowie von den Georgia State Routes 6 und 154 durchquert. Die Stadt ist an die Metro Atlanta angeschlossen. Der nächste Flughafen ist der Flughafen Atlanta (unmittelbar südlich des Stadtgebietes).

## Kriminalität
Die Kriminalitätsrate lag im Jahr 2010 mit 744 Punkten (US-Durchschnitt: 266 Punkte) im hohen Bereich. Es gab sieben Morde, 15 Vergewaltigungen, 205 Raubüberfälle, 132 Körperverletzungen, 1228 Einbrüche, 1955 Diebstähle, 461 Autodiebstähle und sechs Brandstiftungen.

## Söhne und Töchter der Stadt
- Scott Russell (* 1964), Motorradrennfahrer
- Steven Thomas (* 1967), Rechtsanwalt und Autorennfahrer
- Kandi Burruss (* 1976), Sängerin und Schauspielerin
- Jamison Brewer (* 1980), Basketballspieler